# Тетівська діоцезія
Те́тівська діоце́зія (лат. Dioecesis Tetiensis; порт. Diocese de Tete) — діоцезія римського обряду Католицької церкви в Мозамбіці, з центром у місті Тете.  Входить до складу Бейрівської церковної провінції. Суфраганна діоцезія Бейрівської архідіоцезії. Заснована 6 травня 1962 року. Голова — єпископ Тетівський. Центральний храм — Тетівськийсобор.    Чинний голова — Сандру Фаеді, єпископ Тетівський.

## Єпископи
- Сандру Фаеді

## Статистика
Згідно з «Annuario Pontificio» і Catholic-Hierarchy.org:
| Рік  | Населення | Населення | Населення | Священики | Священики | Священики | Священики           | Диякони | Ченці    | Ченці | Парафії |
| Рік  | католики  | загалом   | %         | загалом   | секулярні | ченці     | вірних на священика | Диякони | чоловіки | жінки | Парафії |
| ---- | --------- | --------- | --------- | --------- | --------- | --------- | ------------------- | ------- | -------- | ----- | ------- |
| 1969 | 85.036    | 545.487   | 15,6      | 54        | 3         | 51        | 1.574               |         | 79       | 72    | 17      |
| 1980 | 112.000   | 639.000   | 17,5      | 18        | 1         | 17        | 6.222               |         | 25       | 48    | 26      |
| 1990 | 124.000   | 918.000   | 13,5      | 12        | 1         | 11        | 10.333              |         | 16       | 36    | 25      |
| 1999 | 237.460   | 1.200.000 | 19,8      | 25        | 7         | 18        | 9.498               |         | 22       | 54    | 25      |
| 2000 | 237.500   | 1.200.000 | 19,8      | 24        | 7         | 17        | 9.895               |         | 21       | 54    | 25      |
| 2001 | 238.000   | 1.210.000 | 19,7      | 21        | 6         | 15        | 11.333              |         | 19       | 45    | 25      |
| 2002 | 239.000   | 1.210.000 | 19,8      | 23        | 5         | 18        | 10.391              |         | 24       | 47    | 25      |
| 2003 | 240.000   | 1.210.000 | 19,8      | 23        | 4         | 19        | 10.434              |         | 21       | 52    | 25      |
| 2004 | 245.000   | 1.210.000 | 20,2      | 23        | 3         | 20        | 10.652              |         | 25       | 53    | 26      |
| 2010 | 267.492   | 1.593.258 | 16,8      | 36        | 5         | 31        | 7.430               |         | 35       | 55    | 26      |
| 2014 | 274.501   | 1.784.967 | 15,4      | 33        | 7         | 26        | 8.318               |         | 30       | 58    | 27      |